# Malus zumi
Malus zumi là loài thực vật có hoa trong họ Hoa hồng. Loài này được (Matsum.) Rehder mô tả khoa học đầu tiên năm 1905.